# Blakehurst, New South Wales
Blakehurst este o suburbie în Sydney, Australia.